# Lugagnac
Lugagnac település Franciaországban, Lot megyében. Lakosainak száma 134 fő (2022. január 1.). Lugagnac Cénevières, Concots, Crégols, Limogne-en-Quercy és Varaire községekkel határos.

## Népesség
A település népességének változása:
| Lakosok száma | 126  | 122  | 102  | 115  | 121  | 126  | 127  | 127  | 128  | 134  |
|               | 1968 | 1982 | 1990 | 2006 | 2013 | 2015 | 2017 | 2019 | 2020 | 2022 |